# Digitaal Vrouwenlexicon van Nederland

Le Digitaal Vrouwenlexicon van Nederland (Le Lexique numérique des femmes des Pays-Bas, en abrégé DVN) est un ouvrage néerlandais de référence en ligne contenant des biographies d'éminentes femmes néerlandaises jusque vers 1850.  Il complète le Biografisch Woordenboek van Nederland (Dictionnaire biographique des Pays-Bas), qui part des mêmes principes et qui est également un projet de l'Instituut voor Nederlandse Geschiedenis (nl) (l'Institut d'histoire néerlandaise).
Le 1er octobre 2010, la durée préalablement déterminée pour l'achèvement du Vrouwenlexicon étant venue à terme, l'objectif a été officiellement atteint avec la numérisation de quelque mille biographies. Le dernier lemme ajouté au lexique, consacré à Marie du Moulin, a été publié le 24 janvier 2011,,.

### Source
- (nl) Cet article est partiellement ou en totalité issu de l’article de Wikipédia en néerlandais intitulé « Digitaal Vrouwenlexicon van Nederland » (voir la liste des auteurs).